# Brzozdowce (gmina)
Brzozdowce – dawna gmina wiejska w powiecie bóbreckim województwa lwowskiego II Rzeczypospolitej. Siedzibą gminy były Brzozdowce.
Gminę utworzono 1 sierpnia 1934 r. w ramach reformy na podstawie ustawy scaleniowej z dotychczasowych gmin wiejskich: Brzozdowce, Hranki, Kuty, Laszki Dolne, Laszki Górne, Podhorce, Podniestrzany, Ruda, Stańkowce, Turzanowce.
W skład gminy wchodziło 9 gromad:
- Brzozdowce – obejmowała miejscowość Brzozdowce
- Hranki Kuty – obejmowała miejscowości Hranki Kuty, Garb, Krasna Góra, Na Grobli, Zalipie
- Laszki Dolne – obejmowała miejscowość Laszki Dolne
- Laszki Górne – obejmowała miejscowości Laszki Górne, Krasna Góra, Macuszyna, Tunietyna, Zubryc
- Podhorce – obejmowała miejscowości Podhorce, Pyszczek
- Podniestrzany – obejmowała miejscowość Podniestrzany
- Ruda – obejmowała miejscowości Ruda, Chatki, Kalinówka, Miedzygaje, Za Szczepanem
- Stańkowce – obejmowała miejscowości Stańkowce, Aleksandria
- Turzanowce – obejmowała miejscowość Turzanowce[4].

Pod okupacją zniesiona i przekształcona w gminę Podniestrzany.
Po II wojnie światowej obszar gminy został odłączony od Polski i włączony do Ukraińskiej SRR.